# Frente de China en la Segunda Guerra Mundial
Plantilla:Campaña Frentes de la guerra del Pacífico
El Frente de China fue abierto mucho antes de iniciarse la Segunda Guerra Mundial en Europa. Cubrió todo el territorio de las actuales República Popular de China, las dos Coreas y parte de Mongolia. Fue abierto por el Imperio de Japón al invadir Manchuria y luego el resto de China en la segunda guerra sino-japonesa. Fue cerrado por las fuerzas conjuntas de la Unión Soviética y la República de China en 1945.
La guerra librada en China antes y durante la Segunda Guerra Mundial puede dividirse en cinco campañas:
- Invasión japonesa de Manchuria: Incidente de Mukden

- Invasión japonesa de China: Segunda guerra sino-japonesa

- Choques entre soviéticos y japoneses en Mongolia: Batalla de Khalkhin Gol

- Captura de Hong-Kong: Batalla de Hong Kong

- Expulsión japonesa de China, Manchuria y el norte de Corea: Operación Tormenta de Agosto

- Expulsión japonesa del sur de Corea e islas adyacentes: Operación Cuarenta Lista Negra

Los países que enviaron cantidades importantes de sus ejércitos a este frente fueron: China, Gran Bretaña, Japón, Mongolia y la Unión Soviética. Tropas de los Estados Unidos y de la Mancomunidad de Naciones también participaron. Las tropas del Partido Comunista Chino se enfrentaron a los japoneses en sus posiciones en el norte de China, y al finalizar la guerra ayudaron a expulsar a los nipones, ocupando espacios importantes.

## Primeras Guerras con China y Rusia
Las transformaciones tecnológicas y comerciales de la Era Meiji, catapultarían a Japón a pasar de una nación feudal a convertirse en un estado moderno en pocas décadas, aunque el sistema político no evolucionaría tan rápido. En búsqueda de recursos, Japón luchó en la Primera Guerra Sino-japonesa, que terminó con la derrota china y con el control nipón de Corea. Esta victoria fue una sorpresa para las naciones europeas, y Rusia, deseando arrebatar Manchuria a la cada vez más débil China, empezó a considerar a Japón como a un rival. Debido a esto, la presión occidental obligó a Japón a devolver, en abril de 1895, parte de los territorios que había ganado a China, incluyendo Taiwán y Port Arthur. Este último puerto era deseado por Rusia, ya que sus aguas no se congelaban en el invierno, por lo que después de haber participado ayudando a sofocar la rebelión de los Bóxers, Rusia arrendó, en 1896, Port Arthur por 25 años e inició la construcción del Transiberiano.
Gran Bretaña se percató del fortalecimiento ruso en la región y forjó una alianza con Japón en 1902, que incluía la venta de buques de guerra y entrenamiento de infantes de marina. Japón, harta de la intromisión rusa en Manchuria y Corea, atacó a la flota rusa en Port Arthur, sin previa declaración de guerra, el 8 de febrero de 1904. Luego, fuerzas niponas desembarcaron en Corea y para finales de abril llegaron a Manchuria. Posteriores desembarcos nipones en las costas de Manchuria en mayo, obligaron a los rusos a refugiarse en Port Arthur, en espera de refuerzos desde el Transiberiano.
La caída de Port Arthur, la destrucción de la flota rusa en el Lejano Oriente y la posterior destrucción de otra flota rusa recién llegada, debilitaron al gobierno del Zar Nicolás II, que solicitó un armisticio. Japón, debilitada económicamente e incapaz de conseguir recursos para expulsar a los refuerzos rusos en el norte de Manchuria, accedió, pero saca la mejor parte. Japón obtuvo Corea, Liaodong junto con Port Arthur, la mitad sur de la isla de Sajalín, e incrementó su influencia en Manchuria. De esta manera, el Imperio nipón adquirió un prestigio militar y naval que duraría hasta la Segunda Guerra Mundial.

## Ocupación de Manchuria

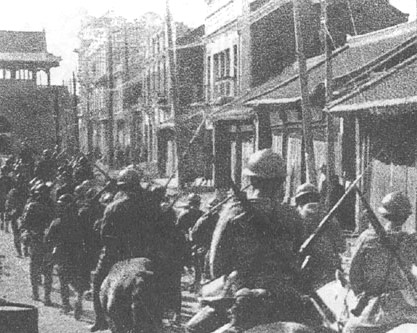
Tropas japonesas entran a Shenyang en 1931.

La Primera Guerra Mundial se convirtió en una oportunidad única para que Japón consolidara su posición de potencia mundial y fuese reconocida como primera potencia asiática. Japón protegió el Pacífico y el Índico de la Kaiserliche Marine alemana, por lo que recibió las posesiones alemanas en China y las Marianas, las Marshall y las Carolinas. Además, Japón obtuvo un puesto en el Tratado de Versalles y en la Sociedad de Naciones.
No obstante, durante el decenio de 1920 y 1930, surgieron problemas derivados del atrasado sistema político japonés. Por un lado, los grupos más conservadores como el ejército empezaron a protestar por la aparente debilidad del gobierno japonés en China, que según ellos, no hacía lo suficiente para proteger los interés nipones en la región. Por el otro lado, el auge comercial que había alcanzado luego de la Primera Guerra Mundial disminuyó cuando, en 1921, Europa comenzó su recuperación. Las nefastas consecuencias de la Gran depresión, aumentó las tarifas de los países extranjeros para los productos japoneses, y la peor pobreza se vio reflejada en el norte, donde los humildes campesinos culparon al gobierno nipón de sus desdichas. La suma de estos problemas y la actitud de los señores de la guerra chinos y del Kuomintang, tratando de desplazar los negocios japoneses, derivó en la invasión a Manchuria en septiembre de 1931. Esta invasión se produjo cuando oficiales nacionalistas japoneses colocaron una bomba en las vías del ferrocarril manchuriano, y luego culparon a nacionalistas chinos. La invasión se produjo sin la autorización del gobierno de Tokio, lo que fue una muestra de que el gobierno civil había perdido el control de los militares.
El general chino Zhang Xueliang decidió no ofrecer resistencia, en vista de la clara superioridad tecnológica de Japón, y el gobierno de la República de China sufrió la primera de las muchas derrotas que minarían su popularidad.

## Invasión de China: 1937 - 1938
Después de haber cedido terreno entre 1931 y 1937, el cada vez menos popular gobierno nacionalista chino de Chiang Kai-shek las guarniciones en las principales ciudades gubernamentales: Beiping (actual Pekín) y Shanghái. En Manchuria se había establecido un estado títere llamado Manchukuo, gobernado nominalmente por el Emperador Puyi. Esta agresión japonesa sería condenada en la Liga de Naciones, y Japón se retiraría del organismo, desafiándolo. Finalmente, en julio de 1937, tras el incidente del Puente de Marco Polo, los nacionalistas chinos por fin decidirían hacerle frente a Japón, y se llevaría a cabo una cruenta guerra no declarada que duraría hasta 1945.
Después de haber ocupado Pekín y Shanghái, las tropas japonesas se aproximarían a la entonces capital de China, Nankín, tomándola en diciembre de 1937. Lo que siguió a continuación fue uno de los episodios más oscuros de la guerra, ya que las tropas niponas se entregaron a una orgía de matanzas y violaciones por seis semanas. De acuerdo al Tribunal de Guerra de Tokio, murieron unas 100.000 personas a manos de las tropas comandadas por el general Iwane Matsui, pero distintas fuentes hacen llegar la cifra hasta 200 mil.
La ofensiva japonesa continuaría hasta octubre de 1938, cuando se agotaría por sí misma. El gobierno nacionalista se refugiaría en Chongqing, donde pasaría el resto de la guerra, mientras que los sobrevivientes del Partido Comunista Chino, al mando de Mao Zedong, se fortalecerían en Yan'an. Una inundación provocada del río Amarillo y la persistencia china a no rendirse a pesar de las derrotas, frustraron a los generales japoneses, que regresarían a Manchuria, con el objetivo de acabar con la influencia rusa en la región de una vez por todas.

## Choque soviético-nipón
Los generales nacionalistas japoneses detendrían en seco su avance en Mongolia, protegida por la Unión Soviética, luego de la batalla de Jaljin Gol. Al igual que China, en la frontera de Manchukuo y Mongolia se llevó a cabo una guerra no declarada, con el objetivo de no involucrar a otras potencias en el conflicto.
La batalla empezó el 11 de mayo de 1939, cuando unidades de caballería de Mongolia cruzaron la no definida frontera con Manchukuo. Los japoneses los expulsaron, pero dos días después las tropas mongoles regresaron con refuerzos, lo que atrajo más y más tropas de ambos bandos. Stalin ordenó a un joven general, Gueorgui Zhúkov, que se hiciera cargo de la situación.
A mediados de agosto de 1939, Zhukov logró romper las líneas enemigas y rodeó a dos divisiones completas. Ante la negativa japonesa de rendirse, fueron completamente destruidas. Japón solicitó inmediatamente el cese de hostilidades, y dos años después se firmó el Pacto de Neutralidad entre ambas naciones.
Desde entonces, la influencia del Ejército Imperial Japonés en el gobierno decayó, y se favoreció a la Armada Imperial, que deseaba una expansión hacia las colonias europeas del sur. Este cambio de curso llevaría a Japón a chocar de frente con la esfera de influencia de otro gigante: Estados Unidos. Estados Unidos asistiría a China con una fuerza aérea secreta (Tigres Voladores) y luego impondría un bloqueo económico a Japón. Esta política estadounidense llevó finalmente a Japón a atacar a los Estados Unidos dos años y medio después de la batalla contra la Unión Soviética.
La victoria del general Zhukov en Mongolia sería una de las muchas que lo convertirían el principal general del Ejército Rojo durante la Segunda Guerra Mundial.

## Operaciones japonesas en China

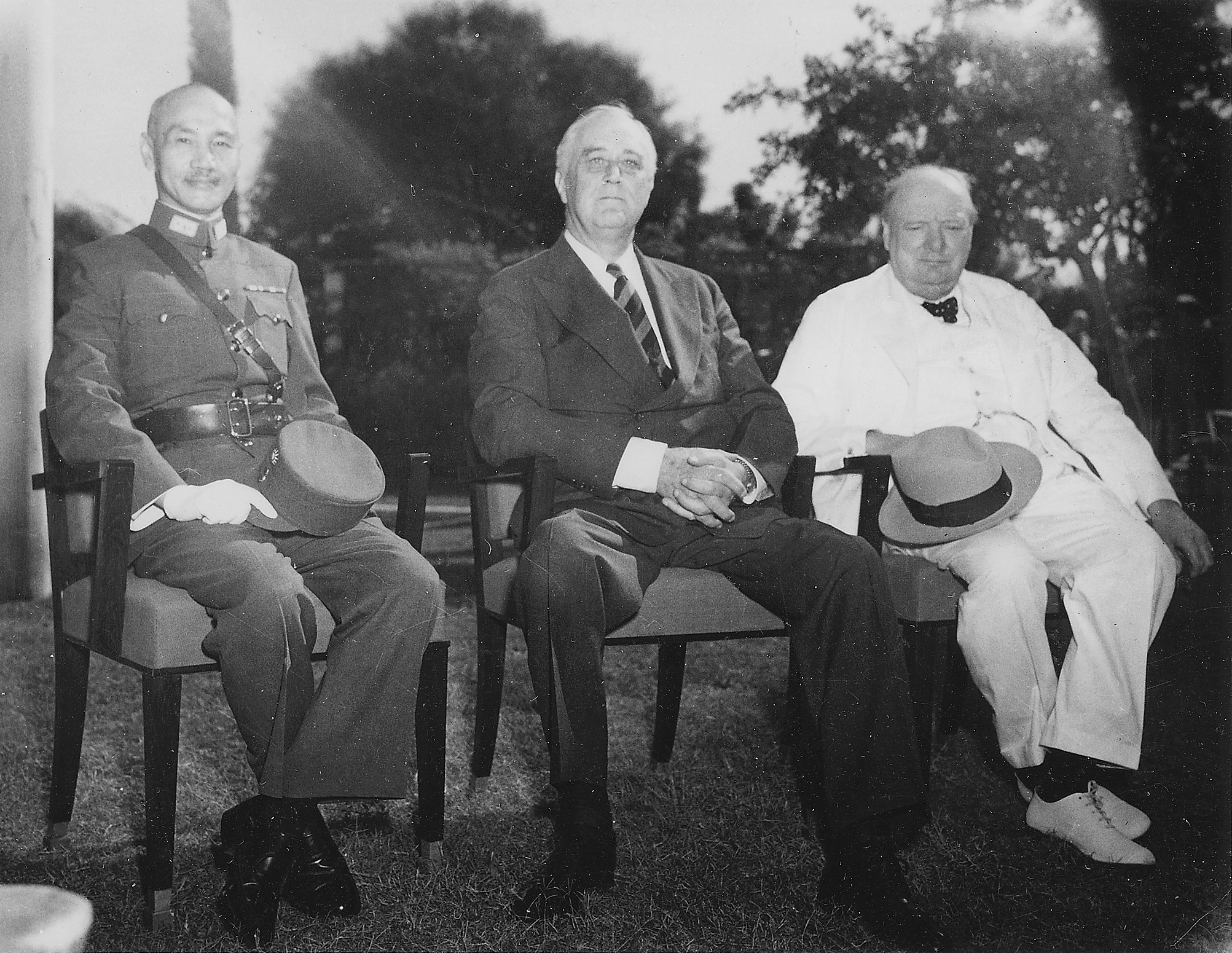
El Generalísimo Chiang Kai-shek, el Presidente Franklin D. Roosevelt, y el Primer ministro Winston Churchill en la Conferencia de El Cairo en 1943. El apoyo internacional fue vital para la resistencia china.

Aunque la Segunda Guerra Mundial en Europa inició el 1 de septiembre de 1939, Japón esperó hasta la derrota aliada en la batalla de Francia, en junio de 1940, para iniciar la conquista de las colonias europeas. La primera en ser controlada fue la Indochina francesa, y tanto Estados Unidos como los Países Bajos impusieron un bloqueo económico que disparó el ataque a Pearl Harbor a finales de 1941. De esta manera, Japón entró de lleno a la guerra mundial, relegando a China a un segundo plano.
El 8 de diciembre de 1941, Japón atacó a la colonia británica de Hong Kong, desatándose un sitio de 18 días. La guarnición británica no pudo defenderse sola y se rindió en la Navidad. Hong Kong continuaría ocupada hasta el fin de la guerra.
Desde la entrada de Estados Unidos a la guerra, el país norteamericano pudo seguir asistiendo a China, ahora abiertamente. A cambio de mantener con suministros y armas al gobierno chino nacionalista en Sichuán, Estados Unidos consiguió bases aéreas en el sur y el centro de China, de las cuales partieron mortales escuadrones de B-29s hacia Japón.
Molestos por la intromisión occidental en China, Japón atacó a Birmania en enero de 1942, en aquel entonces colonia británica, y la carretera de Birmania, la principal vía de suministros a China, fue cortada. No satisfechos, los japoneses ejecutaron la operación Chungking, que implicaba una ofensiva con tres cabezas, norte-centro-sur, hacia la provincia de Sichuan. La ofensiva, que debía acabar rápidamente con el gobierno de Chiang Kai-shek, fracasó, ya que el avance japonés fue más lento de lo esperado, y algunas unidades implicadas en la batalla fueron requeridas en el frente del Pacífico, donde los estadounidenses acababan de ganar la batalla de Guadalcanal.
A mediados de 1944, Japón lanzaría otra ofensiva importante, la operación Ichigo, que implicaba la creación de un enlace terrestre entre Manchukuo y la guarnición japonesa en Indochina. La operación fue un éxito, y las bases aéreas estadounidenses cercanas a la costa fueron capturadas, suspendiéndose temporalmente los bombardeos sobre Japón. No obstante, a inicios de 1945, nuevas bases se establecieron sobre las islas Marianas, y los bombardeos se reiniciaron.
Aunque los chinos jamás pudieron derrotar en una batalla decisiva a Japón hasta 1945, su resistencia mantuvo a casi 1.600.000 soldados nipones fijos, soldados que sin duda alguna hubieran sido útiles en otros frentes.

## Derrota japonesa
En 1945, después de haber perdido contacto con muchas de sus colonias, el Imperio del Japón estaba en su ocaso. Finalmente, en China, empezaron a aparecer resultados positivos. El general chino Sun Li-jen tuvo éxito al proteger la carretera de Ledo, en el norte de Birmania, y en la primavera de 1945, Guangxi fue liberada. El General estadounidense Albert Wedemeyer, sucesor del general Joseph Stilwell, empezó a solicitar apoyo para retomar Guangdong, que esperaba, se convirtiera en un puerto vital para la posterior liberación de Shanghái. Los estrategas militares favorecían el avance en China, ya que la veían como una base en tierra firme para la posterior invasión de Japón.
Todas estas estrategias caducaron cuando los estadounidenses lanzaron una bomba atómica sobre Hiroshima el 6 de agosto de 1945.
En la Conferencia de Yalta, la Unión Soviética había acordado entrar a la guerra con Japón tres meses después de haber derrotada a la Alemania Nazi. Japón no era consciente de este arreglo, e ingenuamente solicitó a la Unión Soviética que mediara un armisticio ante los Estados Unidos. Este último país jamás se enteró de esta propuesta, porque la URSS no la transmitió, ya que deseaba ocupar Manchuria y Corea. La destrucción de Hiroshima aceleró los planes soviéticos, y el 8 de agosto, casi un millón y medio de soldados del Ejército Rojo atacaron al Ejército japonés de Guandong en Manchuria. El avance soviético fue incontenible, y los generales japoneses no adivinaron la estrategia enemiga, siendo rebasados. El 8 de septiembre, el Ejército Rojo se detuvo en la entrada a Corea, debido a que las líneas de suministros se habían extendido demasiado. Ese mismo día, tropas estadounidenses desembarcaron en Inchon, lo que sería el primer paso a la división de Corea.

## Consecuencias
Al rendirse Japón el 9 de septiembre, China recuperó Manchuria, Taiwán y las islas Pescadores, como había sido acordado en la Conferencia de El Cairo en 1943. El gobierno nacionalista del Kuomintang fue reconocido por las Naciones Unidas y la República de China obtuvo un asiento permanente en el Consejo de Seguridad del organismo internacional. No obstante, los problemas chinos estaban lejos de terminar, ya que durante la guerra, el Partido Comunista de China se había fortalecido, en parte, gracias a la ayuda militar estadounidense. Si bien esta ayuda fue suspendida al finalizar la guerra, los comunistas de Mao Zedong consiguieron un nuevo aliado en la posguerra: la Unión Soviética. Después de reiniciarse la guerra civil china, los nacionalistas chinos tuvieron que escapar a Taiwán en 1949, donde continúan hoy en día. La República Popular China sucedió al gobierno de Chiang Kai-shek, y obtuvo el puesto en el Consejo de Seguridad.
La China nacionalista perdió unos 3,22 millones de combatientes en la guerra con Japón y se estima que unos 17,4 millones de civiles murieron en el conflicto, aunque un poco menos de la mitad no murió durante una batalla, sino en asesinatos masivos. No se sabe con seguridad cuántos japoneses murieron en China, pero la cifra oscila entre 1 y 1,7 millones de combatientes.
Los soviéticos perdieron menos de 20.000 soldados en Manchuria en 1939 y 1945. La cifra japonesa de bajas en estos encuentros contra la Unión Soviética fue muy superior.
El último Emperador de China y el único Emperador de Manchukuo, Puyi, fue arrestado por el Ejército Rojo en 1945 y fue repatriado a la China de Mao Zedong en 1950, donde pasó los siguientes diez años en una escuela de reeducación. Al salir, vivió como un ciudadano normal en Pekín, declarándose un ferviente comunista.
Después de la guerra, varios oficiales japoneses fueron juzgados por crímenes de guerra en los Procesos de Tokio. El general Iwane Matsui, comandante de las fuerzas japonesas en China hasta 1938, fue juzgado por la masacre de Nankín, siendo declarado culpable y ejecutado. El Príncipe Asaka Yasuhiko, tío del Emperador Hirohito, compartía el mando con el general Matsui en Nankín, pero no fue juzgado.
La falta de detalles concretos a la hora de reunificar Corea, terminó con la creación de Corea del Norte y Corea del Sur. Ambas naciones se enfrentaron en 1950 (véase guerra de Corea), siendo apoyadas por la Unión Soviética y los Estados Unidos respectivamente.